# Birkhall
Birkhall (scots Birk Haugh) – wiejska posiadłość królewska w północno-wschodniej Szkocji (Wielka Brytania), w hrabstwie Aberdeenshire, położona nad rzeką Dee, w dolinie Royal Deeside, zajmująca powierzchnię 210 km². Obecnie stanowi miejsce wypoczynku króla Karola III , w Szkocji używającego tytułu księcia Rothesay.
Posiadłość stała się dobrem królewskim po tym, jak książę Albert zakupił ją od rodziny Gordon. Przez wiele lat na wypoczynek przyjeżdżała tu królowa-matka Elżbieta, z czasem miejsce to upodobał sobie także jej wnuk. O skali jego przywiązania świadczy m.in. fakt, że właśnie w Birkhall on i księżna Kornwalii (w Szkocji księżna Rothesay) spędzali swój miesiąc miodowy po ślubie w 2005.